# 伊巴米濃達多斯·桑托斯
伊巴米濃達多斯·戈姆斯·桑托斯（葡萄牙語：Epaminondas Gomes dos Santos，1891年11月4日—1978年7月11日）是一位巴西軍事與政治人物，曾於1954年8月18日擔任航空部長。父親為多明尼哥（Domingos Gomes dos Santos），母親為瑪利亞·保林娜·佩雷拉（Maria Paulina Pereira）。1911年12月，桑托斯自海軍官校畢業，後於1920年就讀塔蘭托的義大利皇家海軍軍校，選擇海軍航空兵兵科。桑托斯返國後出任海軍航空兵學院教練，後於二次大戰期間指揮數個空軍軍區。1978年7月11日，桑托斯死於里約熱內盧。